# Palmarès, statistiques et records de Björn Borg

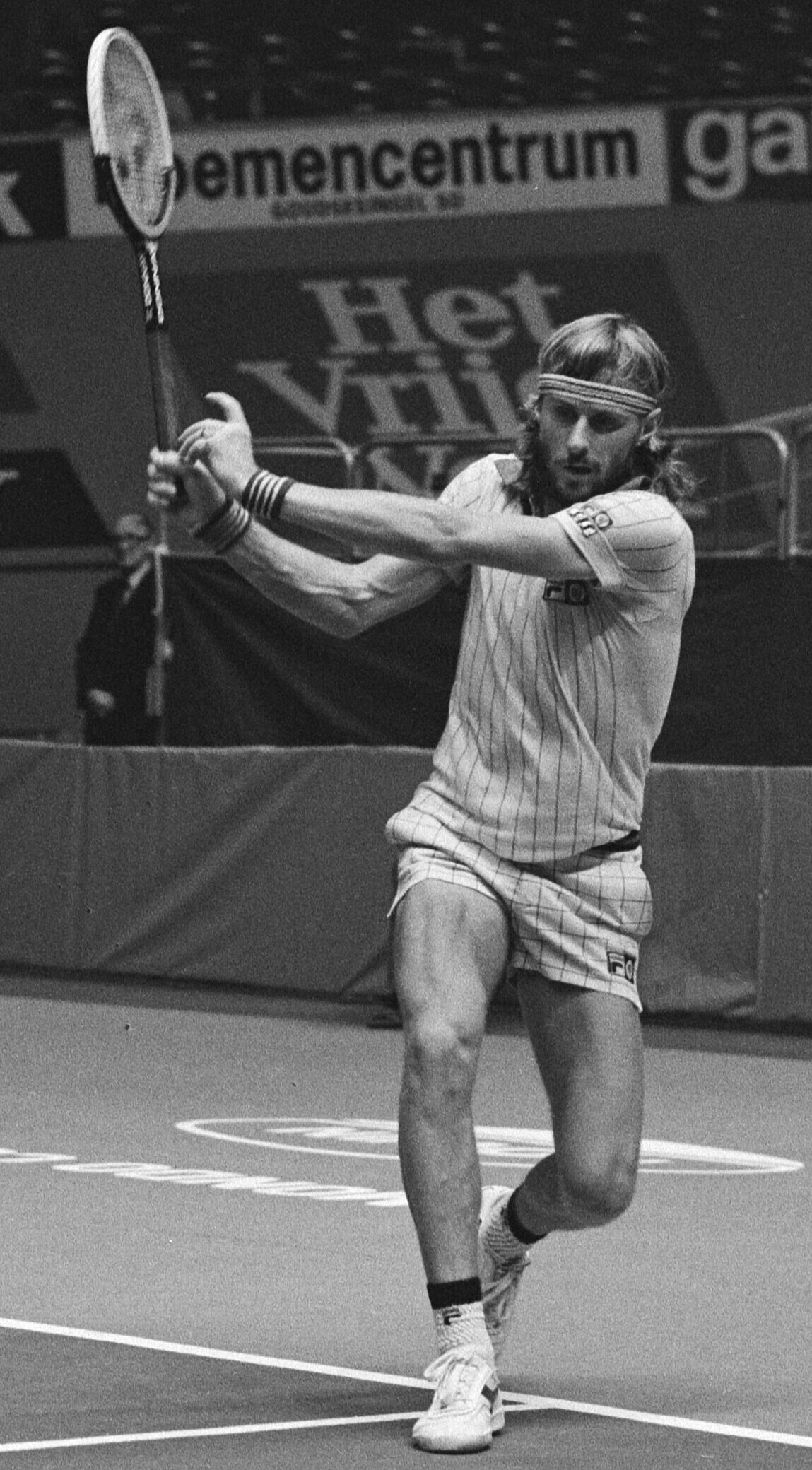
Björn Borg jouant au tennis

Cet article traite des différents résultats (palmarès, statistiques et records) obtenus par le joueur de tennis suédois Björn Borg.

## Palmarès officiel

### Titres en simple (64)
| Catégorie \ Surface | Dur | Terre | Gazon | Moquette | Total |
| Grand Chelem        | 0   | 6     | 5     | —        | 11    |
| Masters             | 0   | —     | 0     | 2        | 2     |
| Masters WCT         | —   | —     | —     | 1        | 1     |
| Championship Series | 4   | 8     | —     | 3        | 15    |
| Autres tournois     | 1   | 16    | 2     | 16       | 35    |
| Total               | 5   | 30    | 7     | 22       | 64    |

| No | Date       | Nom et lieu du tournoi                          | Catégorie           | Surface         | Finaliste          | Score                     | [ A 1 ]  |
| -- | ---------- | ----------------------------------------------- | ------------------- | --------------- | ------------------ | ------------------------- | -------- |
| 1  | 14-01-1974 | New Zealand Open, Auckland                      |                     | Gazon (ext.)    | Onny Parun         | 6-4, 6-3, 6-1             |          |
| 2  | 18-02-1974 | Londres WCT, Londres                            |                     | Dur (int.)      | Mark Cox           | 64-7, 7-66, 6-4           |          |
| 3  | 18-03-1974 | São Paulo WCT, São Paulo                        |                     | Moquette (int.) | Arthur Ashe        | 6-2, 3-6, 6-3             |          |
| 4  | 27-05-1974 | Italian Open, Rome                              | Championship Series | Terre (ext.)    | Ilie Năstase       | 6-3, 6-4, 6-2             |          |
| 5  | 03-06-1974 | Roland-Garros, Paris                            | G. Chelem           | Terre (ext.)    | Manuel Orantes     | 2-6, 6-7, 6-0, 6-1, 6-1   | Parcours |
| 6  | 08-07-1974 | Swedish Open, Båstad                            |                     | Terre (ext.)    | Adriano Panatta    | 6-3, 6-0, 6-7, 6-3        |          |
| 7  | 19-08-1974 | US Pro Championships, Boston                    | Championship Series | Terre (ext.)    | Tom Okker          | 7-6, 6-1, 6-1             |          |
| 8  | 28-10-1974 | South Australian Tennis Championships, Adélaïde |                     | Gazon (ext.)    | Geoff Masters      | 6-2, 6-3, 6-2             |          |
| 9  | 27-01-1975 | Tennis Classic WCT, Richmond                    |                     | Moquette (int.) | Arthur Ashe        | 4-6, 6-4, 6-4             |          |
| 10 | 03-02-1975 | Bologne WCT, Bologne                            |                     | Moquette (int.) | Arthur Ashe        | 7-64, 4-6, 7-64           |          |
| 11 | 02-06-1975 | Roland-Garros, Paris                            | G. Chelem           | Terre (ext.)    | Guillermo Vilas    | 6-2, 6-3, 6-4             | Parcours |
| 12 | 25-08-1975 | US Pro Championships, Boston                    | Championship Series | Terre (ext.)    | Guillermo Vilas    | 6-3, 6-4, 6-2             |          |
| 13 | 13-10-1975 | Spanish Open, Barcelone                         |                     | Terre (ext.)    | Adriano Panatta    | 1-6, 7-6, 6-3, 6-2        |          |
| 14 | 09-02-1976 | Rothmans International WCT, Toronto             |                     | Moquette (int.) | Vitas Gerulaitis   | 2-6, 6-3, 6-1             |          |
| 15 | 29-03-1976 | Copersucar WCT, São Paulo                       |                     | Moquette (int.) | Guillermo Vilas    | 7-64, 6-2                 |          |
| 16 | 04-05-1976 | WCT Finals, Dallas                              | Masters             | Moquette (int.) | Guillermo Vilas    | 1-6, 6-1, 7-5, 6-1        |          |
| 17 | 24-05-1976 | Agfa Colour Cup, Düsseldorf                     |                     | Terre (ext.)    | Manuel Orantes     | 6-2, 6-2, 6-0             |          |
| 18 | 21-06-1976 | The Championships, Wimbledon                    | G. Chelem           | Gazon (ext.)    | Ilie Năstase       | 6-4, 6-2, 9-7             | Parcours |
| 19 | 23-08-1976 | US Pro Championships, Boston                    | Championship Series | Terre (ext.)    | Harold Solomon     | 6-7, 6-4, 6-1, 6-2        |          |
| 20 | 17-01-1977 | Pepsi Grand Slam, Boca Raton                    |                     | Terre (ext.)    | Jimmy Connors      | 6-4, 5-7, 6-3             |          |
| 21 | 28-02-1977 | US National Indoor, Memphis                     |                     | Moquette (int.) | Brian Gottfried    | 6-4, 6-3, 4-6, 7-5        |          |
| 22 | 28-03-1977 | Nice International, Nice                        |                     | Terre (ext.)    | Guillermo Vilas    | 6-4, 1-6, 6-2, 6-0        |          |
| 23 | 04-04-1977 | Monte-Carlo WCT, Monte-Carlo                    | Championship Series | Terre (ext.)    | Corrado Barazzutti | 6-3, 7-5, 6-0             |          |
| 24 | 18-04-1977 | United Bank Classic, Denver                     |                     | Moquette (int.) | Brian Gottfried    | 7-5, 6-2                  |          |
| 25 | 20-06-1977 | The Championships, Wimbledon                    | G. Chelem           | Gazon (ext.)    | Jimmy Connors      | 3-6, 6-2, 6-1, 5-7, 6-4   | Parcours |
| 26 | 10-10-1977 | Trofeo Gillette, Madrid                         |                     | Terre (ext.)    | Jaime Fillol       | 6-3, 6-0, 6-7, 7-6        |          |
| 27 | 17-10-1977 | Trofeo Conde de Godó, Barcelone                 |                     | Terre (ext.)    | Manuel Orantes     | 6-2, 7-5, 6-2             |          |
| 28 | 24-10-1977 | Swiss Indoor Championships, Bâle                |                     | Moquette (int.) | John Lloyd         | 6-4, 6-2, 6-3             |          |
| 29 | 31-10-1977 | Cologne Cup, Cologne                            |                     | Moquette (int.) | Wojtek Fibak       | 2-6, 7-5, 6-3             |          |
| 30 | 14-11-1977 | Benson & Hedges Tournament, Wembley             | Championship Series | Dur (int.)      | John Lloyd         | 6-4, 6-4, 6-3             |          |
| 31 | 09-01-1978 | Birmingham International Indoor WCT, Birmingham |                     | Moquette (int.) | Dick Stockton      | 7-6, 7-5                  |          |
| 32 | 20-01-1978 | Pepsi Grand Slam, Boca Raton                    |                     | Terre (ext.)    | Jimmy Connors      | 7-6, 3-6, 6-1             |          |
| 33 | 20-03-1978 | Tournament of Champions, Las Vegas              |                     | Moquette (int.) | Vitas Gerulaitis   | 6-5, 5-6, 6-4, 6-5        |          |
| 34 | 27-03-1978 | Ramazzotti Cup WCT, Milan                       |                     | Moquette (int.) | Vitas Gerulaitis   | 6-3, 6-3                  |          |
| 35 | 22-05-1978 | Italian Open, Rome                              | Championship Series | Terre (ext.)    | Adriano Panatta    | 1-6, 6-3, 6-1, 4-6, 6-3   |          |
| 36 | 29-05-1978 | Roland Garros, Paris                            | G. Chelem           | Terre (ext.)    | Guillermo Vilas    | 6-1, 6-1, 6-3             | Parcours |
| 37 | 26-06-1978 | The Championships, Wimbledon                    | G. Chelem           | Gazon (ext.)    | Jimmy Connors      | 6-2, 6-2, 6-3             | Parcours |
| 38 | 17-07-1978 | Swedish Open, Båstad                            |                     | Terre (ext.)    | Corrado Barazzutti | 6-1, 6-2                  |          |
| 39 | 31-10-1978 | Seiko World Super Tennis, Tokyo                 | Championship Series | Moquette (int.) | Brian Teacher      | 6-3, 6-4                  |          |
| 40 | 29-01-1979 | United Virginia Bank Classic WCT, Richmond      |                     | Moquette (int.) | Guillermo Vilas    | 6-3, 6-1                  |          |
| 41 | 10-02-1979 | Pepsi Grand Slam, Boca Raton                    |                     | Terre (ext.)    | Jimmy Connors      | 6-2, 6-3                  |          |
| 42 | 02-04-1979 | ABN World Tennis WCT, Rotterdam                 |                     | Moquette (int.) | John McEnroe       | 6-4, 6-2                  |          |
| 43 | 09-04-1979 | Monte-Carlo WCT, Monte-Carlo                    | Championship Series | Terre (ext.)    | Vitas Gerulaitis   | 6-2, 6-1, 6-3             |          |
| 44 | 23-04-1979 | Alan King Caesars Palace, Las Vegas             | Championship Series | Dur (ext.)      | Jimmy Connors      | 6-3, 6-2                  |          |
| 45 | 28-05-1979 | Roland Garros, Paris                            | G. Chelem           | Terre (ext.)    | Víctor Pecci       | 6-3, 6-1, 6-7, 6-4        | Parcours |
| 46 | 25-06-1979 | The Championships, Wimbledon                    | G. Chelem           | Gazon (ext.)    | Roscoe Tanner      | 6-7, 6-1, 3-6, 6-3, 6-4   | Parcours |
| 47 | 16-07-1979 | Swedish Open, Båstad                            |                     | Terre (ext.)    | Balázs Taróczy     | 6-1, 7-5                  |          |
| 48 | 13-08-1979 | Player's International Canadian Open, Toronto   | Championship Series | Dur (ext.)      | John McEnroe       | 6-3, 6-3                  |          |
| 49 | 17-09-1979 | Campionati Internazionali di Sicilia, Palerme   |                     | Terre (ext.)    | Corrado Barazzutti | 6-4, 6-0, 6-4             |          |
| 50 | 30-10-1979 | Seiko World Super Tennis, Tokyo                 | Championship Series | Moquette (int.) | Jimmy Connors      | 6-2, 6-2                  |          |
| 51 | 04-12-1979 | Challenge Cup WCT, Montréal                     |                     | Moquette (int.) | Jimmy Connors      | 6-4, 6-2, 2-6, 6-4        |          |
| 52 | 09-01-1980 | Masters, New York                               | Masters             | Moquette (int.) | Vitas Gerulaitis   | 6-2, 6-2                  | Parcours |
| 53 | 08-02-1980 | Pepsi Grand Slam, Boca Raton                    |                     | Terre (ext.)    | Vitas Gerulaitis   | 6-1, 5-7, 6-1             |          |
| 54 | 19-02-1980 | WCT Invitational, Salisbury                     |                     | Moquette (int.) | Vijay Amritraj     | 7-5, 6-1, 6-3             |          |
| 55 | 24-03-1980 | International Open Championships of Nice, Nice  |                     | Terre (ext.)    | Manuel Orantes     | 6-2, 6-0, 6-1             |          |
| 56 | 31-03-1980 | Monte-Carlo WCT, Monte-Carlo                    | Championship Series | Terre (ext.)    | Guillermo Vilas    | 6-1, 6-0, 6-2             |          |
| 57 | 21-04-1980 | Alan King Caesars Palace, Las Vegas             | Championship Series | Dur (ext.)      | Harold Solomon     | 6-3, 6-1                  |          |
| 58 | 23-05-1980 | Roland Garros, Paris                            | G. Chelem           | Terre (ext.)    | Vitas Gerulaitis   | 6-4, 6-1, 6-2             | Parcours |
| 59 | 23-06-1980 | The Championships, Wimbledon                    | G. Chelem           | Gazon (ext.)    | John McEnroe       | 1-6, 7-5, 6-3, 616-7, 8-6 | Parcours |
| 60 | 04-11-1980 | Stockholm Open, Stockholm                       | Championship Series | Moquette (int.) | John McEnroe       | 6-3, 6-4                  |          |
| 61 | 09-01-1981 | Masters, New York                               | Masters             | Moquette (int.) | Ivan Lendl         | 6-4, 6-2, 6-2             | Parcours |
| 62 | 25-05-1981 | Roland Garros, Paris                            | G. Chelem           | Terre (ext.)    | Ivan Lendl         | 6-1, 4-6, 6-2, 3-6, 6-1   | Parcours |
| 63 | 13-07-1981 | Mercedes Cup, Stuttgart                         |                     | Terre (ext.)    | Ivan Lendl         | 1-6, 7-6, 6-2, 6-4        |          |
| 64 | 21-09-1981 | Martini Open, Genève                            |                     | Terre (ext.)    | Tomáš Šmíd         | 6-4, 6-3                  |          |

### Finales en simple (25)
| Catégorie \ Surface | Dur | Terre | Gazon | Moquette | Total |
| Grand Chelem        | 3   | 1     | 1     | —        | 5     |
| Masters             | 1   | —     | 0     | 1        | 2     |
| Masters WCT         | —   | —     | —     | 3        | 3     |
| Championship Series | 2   | 2     | —     | 1        | 5     |
| Autres tournois     | 2   | 3     | 0     | 5        | 10    |
| Total               | 8   | 6     | 1     | 10       | 25    |

| No | Date       | Nom et lieu du tournoi                     | Catégorie           | Surface         | Vainqueur       | Score               | [ A 1 ]  |
| -- | ---------- | ------------------------------------------ | ------------------- | --------------- | --------------- | ------------------- | -------- |
| 1  | 16-04-1973 | Craven Championships, Monte-Carlo          | Championship Series | Terre (ext.)    | Ilie Năstase    | 6-4 6-1 6-2         |          |
| 2  | 24-09-1973 | Pacific Coast Open, San Francisco          |                     | Moquette (int.) | Roy Emerson     | 5-7 6-1 6-4         |          |
| 3  | 04-11-1973 | Stockholm Open, Stockholm                  | Championship Series | Dur (int.)      | Tom Gorman      | 6-3 4-6 7-6         |          |
| 4  | 19-11-1973 | South American Open, Buenos Aires          |                     | Terre (ext.)    | Guillermo Vilas | 3-6 6-7 6-4 6-6 ab. |          |
| 5  | 25-02-1974 | Barcelone Open WCT, Barcelone              |                     | Moquette (int.) | Arthur Ashe     | 6-4 3-6 6-3         |          |
| 6  | 15-04-1974 | River Oaks, Houston                        |                     | Terre (ext.)    | Rod Laver       | 7-6 6-2             |          |
| 7  | 08-05-1974 | WCT Finals, Dallas                         | Masters             | Moquette (int.) | John Newcombe   | 4-6 6-3 6-3 6-2     |          |
| 8  | 05-08-1974 | U.S. Clay Court Championship, Indianapolis | Championship Series | Terre (ext.)    | Jimmy Connors   | 5-7 6-3 6-4         |          |
| 9  | 07-10-1974 | Melia Trophy, Madrid                       |                     | Terre (ext.)    | Ilie Năstase    | 6-4 5-7 6-2 4-6 6-4 |          |
| 10 | 17-02-1975 | Banca Catalana WCT, Barcelone              |                     | Moquette (int.) | Arthur Ashe     | 7-6 6-3             |          |
| 11 | 10-03-1975 | Munich International WCT, Munich           |                     | Moquette (int.) | Arthur Ashe     | 6-4 7-6             |          |
| 12 | 07-05-1975 | WCT Finals, Dallas                         | Masters             | Moquette (int.) | Arthur Ashe     | 3-6 6-4 6-4 6-0     |          |
| 13 | 01-12-1975 | Masters, Stockholm                         | Masters             | Dur (int.)      | Ilie Năstase    | 6-2 6-2 6-1         | Parcours |
| 14 | 25-01-1976 | Masters, Philadelphie                      | Championship Series | Moquette (int.) | Jimmy Connors   | 7-6 6-4 6-0         | Parcours |
| 15 | 01-09-1976 | US Open, Forest Hills                      | G. Chelem           | Terre (ext.)    | Jimmy Connors   | 6-4 3-6 7-6 6-4     | Parcours |
| 16 | 08-03-1977 | Johannesbourg Open, Johannesbourg          |                     | Dur (ext.)      | Guillermo Vilas | non jouée           |          |
| 17 | 04-01-1978 | Masters, New York                          | Masters             | Moquette (int.) | Jimmy Connors   | 6-4 1-6 6-4         | Parcours |
| 18 | 28-08-1978 | US Open, Flushing Meadows                  | G. Chelem           | Dur (ext.)      | Jimmy Connors   | 6-4 6-2 6-2         | Parcours |
| 19 | 01-05-1979 | WCT Finals, Dallas                         | Masters             | Moquette (int.) | John McEnroe    | 7-5 4-6 6-2 7-6     |          |
| 20 | 11-08-1980 | International Canadian Open, Toronto       | Championship Series | Dur (ext.)      | Ivan Lendl      | 4-6 5-4 ab.         |          |
| 21 | 26-08-1980 | US Open, Flushing Meadows                  | G. Chelem           | Dur (ext.)      | John McEnroe    | 7-6 6-1 6-7 5-7 6-4 | Parcours |
| 22 | 13-10-1980 | Swiss Indoor Championships, Bâle           |                     | Dur (int.)      | Ivan Lendl      | 6-3 6-2 5-7 0-6 6-4 |          |
| 23 | 23-03-1981 | Cuore Cup, Milan                           |                     | Moquette (int.) | John McEnroe    | 7-6 6-4             |          |
| 24 | 22-06-1981 | The Championships, Wimbledon               | G. Chelem           | Gazon (ext.)    | John McEnroe    | 4-6 7-6 7-6 6-4     | Parcours |
| 25 | 01-09-1981 | US Open, Flushing Meadows                  | G. Chelem           | Dur (ext.)      | John McEnroe    | 4-6 6-2 6-4 6-3     | Parcours |

### Titres en double (4)
| No | Date       | Nom et lieu du tournoi   | Catégorie | Surface         | Partenaire      | Finalistes                  | Score                   | [ A 1 ] |
| -- | ---------- | ------------------------ | --------- | --------------- | --------------- | --------------------------- | ----------------------- | ------- |
| 1  | 11-02-1974 | Bologne WCT Bologne      |           | Moquette (int.) | Ove Bengtson    | Arthur Ashe Roscoe Tanner   | 6-4, 5-7, 4-6, 7-6, 6-2 |         |
| 2  | 11-02-1974 | Londres WCT Londres      |           | Dur (int.)      | Ove Bengtson    | Mark Farrell John Lloyd     | 7-6, 6-3                |         |
| 3  | 07-07-1975 | Swedish Open Båstad      |           | Terre (ext.)    | Ove Bengtson    | Juan Gisbert Manuel Orantes | 7-6, 7-5                |         |
| 4  | 13-10-1975 | Barcelona Open Barcelone |           | Terre (ext.)    | Guillermo Vilas | Wojtek Fibak Karl Meiler    | 3-6, 6-4, 6-3           |         |

### Finales en double (3)
| No | Date       | Nom et lieu du tournoi               | Catégorie           | Surface         | Vainqueurs                       | Partenaire      | Score         | [ A 1 ] |
| -- | ---------- | ------------------------------------ | ------------------- | --------------- | -------------------------------- | --------------- | ------------- | ------- |
| 1  | 25-09-1972 | The Golden Gate Pacific Coast Albany |                     | Moquette (ext.) | Bob Hewitt Frew McMillan         | Ove Bengtson    | 6-4, 6-2      |         |
| 2  | 08-07-1974 | Swedish Open Båstad                  |                     | Terre (ext.)    | Paolo Bertolucci Adriano Panatta | Ove Bengtson    | 6-3, 2-6, 6-3 |         |
| 3  | 12-04-1976 | Monte-Carlo WCT Monte-Carlo          | Championship Series | Terre (ext.)    | Wojtek Fibak Karl Meiler         | Guillermo Vilas | 7-6, 6-1      |         |

### Titres en équipe (1)
Björn Borg n'a jamais perdu une finale lors d'une compétition par équipe.
| No | Date       | Nom et lieu du tournoi | Catégorie               | Surface         | Vainqueur | Finaliste       | Score |         |
| -- | ---------- | ---------------------- | ----------------------- | --------------- | --------- | --------------- | ----- | ------- |
| 1  | 19/12/1975 | Coupe Davis, Stockholm | Compétition par équipes | Moquette (int.) | Suède     | Tchécoslovaquie | 3 - 2 | Tableau |

## Palmarès secondaire (non reconnu par l'ATP)
|   | Date               | Nom et lieu du tournoi            | Surface      | Finaliste          | Score              |
| - | ------------------ | --------------------------------- | ------------ | ------------------ | ------------------ |
| 1 | 1-4 février 1973   | Helsinki Scandinavian Indoor Open | Moquette     | Jacek Niedzwiedzki | 6-3, 6-7, 6-3, 6-4 |
| 2 | 28 jan-3 fév. 1974 | Oslo Scandinavian Indoor Open     | Moquette     | Raymond Moore      | 2-6, 6-4, 6-4, 6-1 |
| 3 | 19-21 octobre 1978 | Hambourg Rothenbaum Tennis Club   | Moquette     | Wojtek Fibak       | 6-1, 6-1           |
| 4 | 27-30 sep. 1979    | Marbella European Championships   | Terre battue | Adriano Panatta    | 6-2, 6-2, 7-5      |
| 5 | 26-29 nov. 1979    | Milan Brooklyn Masters            | Moquette     | John McEnroe       | 1-6, 6-1, 6-4      |
| 6 | 30 nov-2 déc. 1979 | Francfort Cup Invitational        | Moquette     | Jimmy Connors      | 6-3, 4-6, 6-3, 6-4 |
| 7 | 10-12 octobre 1981 | Edmonton Alberta Tennis Challenge | Moquette     | José Luis Clerc    | 6-2, 6-2, 7-5      |
| 8 | 10-13 mai 1984     | Osaka Gunze World Tennis          | Moquette     | Harold Solomon     | 6-2, 6-2           |
| 9 | 9-12 mai 1985      | Kobe & Tokyo Gunze World Tennis   | Moquette     | Anders Järryd      | 6-4, 6-3           |

|   | Date                | Nom et lieu du tournoi                        | Surface      | Vainqueur      | Score               |
| - | ------------------- | --------------------------------------------- | ------------ | -------------- | ------------------- |
| 1 | 10-16 juin 1973     | Beckenham Kent Lawn Open                      | Gazon        | Alex Metreveli | 6-3 9-8             |
| 2 | 29-31 octobre 1974  | Hilton Head World Invitational Tennis Classic | Terre battue | Ilie Năstase   | 7-6 6-3             |
| 3 | 2-5 octobre 1975    | Utrecht Amro Invitational Round Robin         | Moquette     | Ilie Năstase   | 6-2 5-7 7-5         |
| 4 | 22-24 sep. 1978     | Buenos Aires Obras Sanitarias Sports Club     | Terre battue | Jimmy Connors  | 5-7 6-3 6-3         |
| 5 | 22-24 juillet 1982  | Industry Hills Michelob Light Cup             | Dur          | Jimmy Connors  | 5-7 6-2 6-2 6-7 6-2 |
| 6 | 29 sep.-3 oct. 1982 | Montréal Molson Light Challenge Cup           | Dur          | Jimmy Connors  | 6-4 6-3             |
| 7 | 1-3 novembre 1982   | Perth Swan Lager Super Challenge              | Moquette     | John McEnroe   | 6-1 6-4             |
| 8 | 10-11 avril 1983    | Tokyo Suntory Cup                             | Moquette     | Jimmy Connors  | 6-3 6-4             |
| 9 | 8-11 mai 1986       | Tokyo Gunze World Tennis                      | Moquette     | Stefan Edberg  | 6-3 6-4             |

|    | Date                  | Nom et lieu du tournoi                        | Surface      | Finaliste        | Score           |
| -- | --------------------- | --------------------------------------------- | ------------ | ---------------- | --------------- |
| 1  | 14-16 septembre 1976  | Guadalajara Jalisco Tennis Round Robin        | Terre battue | Ilie Năstase (2) | 6-3 7-5         |
| 2  | 17-19 septembre 1976  | Mexico Marlboro Tennis Round Robin            | Terre battue | Ilie Năstase (2) | 7-6 0-6 6-1     |
| 3  | 12-15 octobre 1976    | Hilton Head World Invitational Tennis Classic | Terre battue | Arthur Ashe      | 6-1 6-2         |
| 4  | 3-4 novembre 1976     | Chicago Olsonite Tennis Classic               | Moquette ?   | John Newcombe    | ?               |
| 5  | 5-7 novembre 1976     | Detroit Michigan Pro Tennis                   | Moquette     | Rod Laver        | 6-3 6-1         |
| 6  | 24-28 novembre 1976   | Copenhague Pondus Cup Round Robin             | Moquette     | Wojtek Fibak (2) | 7-5 3-6 7-6 7-5 |
| 7  | 12-13 février 1977    | Cincinnati Riverfront Coliseum Invitational   | Moquette     | Rod Laver        | 6-7 6-3 6-2     |
| 8  | 27-30 septembre 1977  | Hilton Head World Invitational Tennis Classic | Terre battue | Roscoe Tanner    | 6-4 7-5         |
| 9  | 7-9 mars 1978         | Göteborg Scandinavian Cup                     | Moquette     | Vitas Gerulaitis | 6-4 1-6 6-3     |
| 10 | 18-20 avril 1978      | Copenhague Pondus Cup                         | Moquette     | Vitas Gerulaitis | 2-6 6-4 6-4     |
| 11 | 21-23 avril 1978      | Tokyo Suntory Cup                             | Moquette     | Jimmy Connors    | 6-1 6-2         |
| 12 | 14-15 août 1978       | Menton French Riviera Invitational            | Terre battue | Guillermo Vilas  | 6-4 6-3         |
| 13 | 16-18 octobre 1978    | Essen Gruga Hall International                | Moquette     | Vitas Gerulaitis | 6-3 7-6         |
| 14 | 28-29 octobre 1978    | Manille Smash Tennis                          | Terre battue | Vitas Gerulaitis | 6-2 7-6         |
| 15 | 23-24 novembre 1978   | Anvers European Tennis Championships          | Moquette     | Tom Okker        | 6-4 6-3         |
| 16 | 6-7 mars 1979         | Vienne Velo Cup                               | Moquette     | John McEnroe     | 3-6 6-1 6-4     |
| 17 | 25-27 septembre 1979  | Essen Gruga Hall International                | Terre battue | Ilie Năstase     | 6-1 6-4         |
| 18 | 2-7 octobre 1979      | Rotterdam Roxy Tennis Tournament              | Moquette     | Eddie Dibbs      | 6-3 6-0         |
| 19 | 24-25 novembre 1979   | Bruxelles Belgian Cup                         | Moquette     | Adriano Panatta  | 6-1 7-6         |
| 20 | 14-16 décembre 1979   | Le Caire Egypt's First International          | Terre battue | Ismail El Shafei | 6-2 6-3         |
| 21 | 8-9 mars 1980         | Stuttgart Cup-80                              | Moquette     | Adriano Panatta  | 6-2 5-7 6-1     |
| 22 | octobre 1980          | Berlin West Berlin Cup                        | Moquette     | Vitas Gerulaitis | 7-6 6-3         |
| 23 | 26-27 janvier 1981    | Bologne Charity Indoor Championships          | Moquette     | José Luis Clerc  | 6-7 7-5 7-6     |
| 24 | 24-25 mars 1982       | Cascais Portugal Invitational                 | Moquette     | Vitas Gerulaitis | 7-6 6-1         |
| 25 | 16-18 avril 1982      | Tokyo Suntory Cup                             | Moquette     | Guillermo Vilas  | 6-1 6-2         |
| 26 | 30 avril-1er mai 1982 | Le Caire Four Master Championships            | Terre battue | Peter McNamara   | 6-1 6-4         |
| 27 | 5-7 novembre 1982     | Sydney Akai Gold Challenge Round Robin        | Moquette     | Ivan Lendl (2)   | 6-1 6-4 6-2     |

Les matches défi
Les matchs défis ou matchs exhibitions sont très à la mode dans les années 1970-1980 ; ils ont la particularité de rapporter aux joueurs qui les disputent des revenus importantes. Par exemple, au début de l'année 1981, au mois de février pour trois matchs disputés contre John McEnroe en Australie (Sydney et Melbourne), Borg encaisse un chèque de 600 000 dollars, somme considérable pour l'époque. L'ATP n'appréciait guère ce genre de pseudo-compétition, car souvent ces matchs (sans véritable enjeu sportif puisqu'ils n'accordaient aucun point de classement et que souvent les prix étaient fixés par avance par contrat), se déroulaient au même moment que les tournois officiels et qu'ils privaient ceux-ci de leurs joueurs les mieux classés.
Liste non exhaustive des matchs exhibitions que Borg a disputés (le signe + signifie une victoire et le signe - une défaite) :
- 1976 : Goteborg (Suède) Rod Laver : + 6-4 6-2 7-5. Copenhague (Danemark) Ilie Nastase : - 7-6 7-6 6-7 7-6. Liège (Belgique) Ilie Nastase : + 6-4 7-5. Anvers (Belgique) Ilie Nastase : - 6-0 4-6 6-2. Bâle (Suisse) Ilie Nastase : + 6-2 6-4 6-2. Södertälje (Suède) Adriano Panatta : +4-6 6-3 6-2 7-5.  Oslo (Norvège) Ilie Nastase : - 2-6 7-5 6-0 6-4. Cherry Hill (États-Unis) Rod Laver : + 6-4 6-3.
- 1977 : West Orange (États-Unis) Rod Laver : + 6-4 7-6. Newport (États-Unis) : John Newcombe : - 6-3 6-2 6-3.
- 1978 : Frejus (France) Guillermo Vilas : + 7-6 7-5. São Paulo (Brésil) Adriano Panatta : + 7-5 6-4 6-2. Bâle (Suisse) Vitas Gerulaitis : - 5-7 6-4 6-4. Tel Aviv (Israël) Vitas Gerulaitis : - 7-6 4-6 6-1 6-4. Helsinki (Finlande) Vitas Gerulaitis : + 6-3 7-5 3-6 7-6. Tallin (Estonie) Vitas Gerulaitis : - 6-7 6-4 7-5. Drammen (Norvège) Vitas Gerulaitis : + 6-4 6-4 6-2.
- 1979 : Munich (Allemagne) John McEnroe : + 6-4 7-5. Oslo (Norvège) John McEnroe : - 6-3 2-6 6-3 5-7 7-6. Randers (Danemark) John McEnroe : + 6-4 6-4 6-4. Innsbruck (Autriche) Vitas Gerulaitis : + 6-3 7-5. Canton (Chine) John Alexander : +6-3 6-4 6-1.
- 1980 : Caracas (Venezuela) Vitas Gerulaitis : + 6-2 4-6 6-4. Asuncion (Paraguay) Victor Pecci : - 6-4 6-4 6-2.
- 1981 : Sydney (Australie) John McEnroe : + 6-0 6-4. Sydney (Australie) John McEnroe : + 6-2 6-4. Melbourne (Australie) John McEnroe : - 6-4 1-6 7-6 6-4. Jakarta (Indonésie) Vitas Gerulaitis : + 6-4 6-2 6-3. Kuala Lumpur (Malaisie) Vitas Gerulaitis : + 6-7 6-4 6-1 6-2. Hong Kong (Chine) Vitas Gerulaitis : - 6-4 3-6 6-4 7-6.
- 1982 : Copenhague (Danemark) Vitas Gerulaitis : - 6-2 6-7 6-2. Copenhague (Danemark) Vitas Gerulaitis : + 7-6 6-1. Richmond (États-Unis) Jimmy Connors : - 6-4 3-6 7-5 6-3. San Francisco (États-Unis) Jimmy Connors : - 7-5 7-6. Ottawa (Canada) Jimmy Connors : + 1-6 6-3 6-3 2-6 6-2. Seattle (États-Unis) Jimmy Connors : - 6-4 4-6 7-5.
- 1983 : Norfolk (États-Unis) Roscoe Tanner : + 6-4 6-4 6-4. Baton Rouge (États-Unis) Jimmy Connors : - 6-7 6-4 6-3. Seoul (Corée du Sud) Jimmy Connors : - 5-7 6-1 4-6 6-4 7-6.
- 1984 : Vancouver (Canada) John McEnroe : - 6-3 6-4 3-6 6-1. Ottawa (Canada) John McEnroe : - 2-6 6-2 6-2 7-6.
- 1987 : Toronto (Canada) John McEnroe : + 4-6 6-2 6-4.

## Parcours dans les compétitions principales
Björn Borg a atteint la finale de 14 des 15 "Grands Tournois" : les 4 Grand Chelem, les Masters (l'officiel et le WCT) ainsi que les 9 Grand Prix Championship Series. Il n'y a qu'à l'Open d'Australie que le Suédois n'a pas joué de finale - il n'y a cependant pris part qu'une fois.
Sur ces 14 événements il y en a deux que Björn Borg n'a pas réussi à remporter : 
- Philadelphie : une finale perdue en 1976,
- Indianapolis : une finale perdue en 1974.

### EnGrand Chelem
Björn Borg a marqué l'histoire du tennis en devenant le 1er joueur de l'ère open à remporter un même Grand Chelem cinq fois consécutivement - Wimbledon. En atteignant la finale l'année suivante il totalise une série de 41 matchs gagnés sur le gazon londonien. Cette série de victoire demeure - aujourd'hui encore - le record d'invincibilité dans un tournoi du Grand Chelem. 
Le Suédois demeure le seul joueur ayant remporté 6 fois Roland Garros et 5 fois Wimbledon. C'est même l'unique joueur à avoir soulevé ces deux trophées plus de deux fois. À noter qu'aucun joueur - excepté Rafael Nadal - ne s'est imposé plus de 3 fois Porte d'Auteuil ou atteint plus de 5 fois la finale.
En simple
| Année | Open d'Australie | Open d'Australie | Internationaux de France | Internationaux de France | Wimbledon      | Wimbledon             | US Open        | US Open        |
| ----- | ---------------- | ---------------- | ------------------------ | ------------------------ | -------------- | --------------------- | -------------- | -------------- |
| 1973  | —                | —                | 1/8 de finale            | Adriano Panatta          | 1/4 de finale  | Roger Taylor (tennis) | 1/8 de finale  | Nikola Pilić   |
| 1974  | 1/8 de finale    | Phil Dent        | Victoire                 | Manuel Orantes           | 3e tour (1/16) | Ismail El Shafei      | 2e tour (1/32) | Vijay Amritraj |
| 1975  | —                | —                | Victoire                 | Guillermo Vilas          | 1/4 de finale  | Arthur Ashe           | 1/2 finale     | Jimmy Connors  |
| 1976  | —                | —                | 1/4 de finale            | Adriano Panatta          | Victoire       | Ilie Năstase          | Finale         | Jimmy Connors  |
| 1977  | —                | —                | —                        | —                        | Victoire       | Jimmy Connors         | 1/8 de finale  | Dick Stockton  |
| 1978  | —                | —                | Victoire                 | Guillermo Vilas          | Victoire       | Jimmy Connors         | Finale         | Jimmy Connors  |
| 1979  | —                | —                | Victoire                 | Víctor Pecci             | Victoire       | Roscoe Tanner         | 1/4 de finale  | Roscoe Tanner  |
| 1980  | —                | —                | Victoire                 | Vitas Gerulaitis         | Victoire       | John McEnroe          | Finale         | John McEnroe   |
| 1981  | —                | —                | Victoire                 | Ivan Lendl               | Finale         | John McEnroe          | Finale         | John McEnroe   |

N.B. : à droite du résultat se trouve le nom de l'ultime adversaire.
N.B. 2 : En 1977, l'Open d'Australie se tient en janvier puis de nouveau en décembre, Björn Borg ne participe à aucun des deux tournois, à partir de 1978 l'Open d'Australie se déroule en décembre - et jusqu'en 1985.
En double
| Année | Open d'Australie         | Open d'Australie       | Internationaux de France    | Internationaux de France | Wimbledon                   | Wimbledon           | US Open                     | US Open                        |
| ----- | ------------------------ | ---------------------- | --------------------------- | ------------------------ | --------------------------- | ------------------- | --------------------------- | ------------------------------ |
| 1972  | —                        | —                      | —                           | —                        | —                           | —                   | 1er tour (1/32) O. Bengtson | J. Paish A. Pattison           |
| 1973  | —                        | —                      | 2e tour (1/16) K. Johansson | T. Gorman E. Van Dillen  | 2e tour (1/16) T. Svensson  | J. Cooper N. Fraser | 2e tour (1/16) R. Norberg   | J. Lloyd B.C. Mottram          |
| 1974  | 1/8 de finale J. Connors | I. Fletcher K. Warwick | 1/2 finale A. Metreveli     | D. Crealy O. Parun       | 1er tour (1/32) O. Bengtson | R. Lutz S. Smith    | 2e tour (1/16) O. Bengtson  | J. Loyo Mayo B. Phillips-Moore |
| 1975  | —                        | —                      | 1/2 finale G. Vilas         | B. Gottfried R. Ramírez  | 2e tour (1/16) G. Vilas     | J. Austin C. Owens  | 1/8 de finale R. Laver      | P. Dent W. Lloyd               |
| 1976  | —                        | —                      | —                           | —                        | 1/8 de finale G. Vilas      | R. Case G. Masters  | 2e tour (1/16) W. Fibak     | F. Stolle C. Graebner          |

N.B. : le nom du ou de la partenaire se trouve sous le résultat ; le nom des ultimes adversaires se trouve à droite.

### Aux Masters
Le Masters a un déroulement particulier : les 8 meilleurs joueurs de la saison sont répartis en 2 groupes. 3 matchs de poules (round robin) permettent de déterminer les 2 meilleurs de chaque groupe, ainsi qualifiés pour les demi-finales. L'édition de 1974 s'est déroulée sur Gazon et celle de 1975 sur dur intérieur. Toutes les autres sur moquette en intérieur..
De 1971 à 1989 le circuit WCT organise aussi un Masters. 8 joueurs sont invités et s'affrontent sur moquette en intérieur dans un tableau à élimination directe.
| Année      | 1974                 | 1975                | 1976                     | 1977                 | 1978                | 1979                      | 1980                | 1981 |
| ---------- | -------------------- | ------------------- | ------------------------ | -------------------- | ------------------- | ------------------------- | ------------------- | ---- |
| Masters    | Round Robin          | Finale Ilie Năstase | —                        | Finale Jimmy Connors | —                   | Victoire Vitas Gerulaitis | Victoire Ivan Lendl | —    |
|            |                      |                     |                          |                      |                     |                           |                     |      |
| WCT Finals | Finale John Newcombe | Finale Arthur Ashe  | Victoire Guillermo Vilas | 1/2 finale Forfait   | Finale John McEnroe | —                         | —                   | —    |

Liste des rencontres disputées au Masters.

### EnGrand Prix Championship Series
Les Grand Prix Championship Series sont, après les Grands Chelems et les Masters, les événements les plus importants du circuit. La catégorie fut créée en 1970 et compte 9 tournois, ils sont les prédécesseurs des Masters 1000.
Björn Borg à co-détenu - avec 3 autres joueurs - le record de titres à Monte-Carlo (3), battu par Rafael Nadal en 2008.
| Année | Philadelphie            | Monte-Carlo                 | Las Vegas           | Rome                     | Los Angeles (jusqu'en 1973) puis Indianapolis (1974-1977) puis Hambourg | Canada (Boston 1976 & 1977) | Stockholm                     | Boston (jusqu'en 1974) puis Washington (1975-1977) puis Tokyo | Johannesburg (jusqu'en 1974) puis Boston (1975) puis Londres |
| --- | ----------------------- | --------------------------- | ------------------- | ------------------------ | ----------------------------------------------------------------------- | --------------------------- | ----------------------------- | ------------------------------------------------------------- | ------------------------------------------------------------ |
| 1971 | —                       | —                           | —                   | —                        | —                                                                       | —                           | 1er tour Ž. Franulović        | —                                                             | —                                                            |
| 1972 | —                       | —                           | —                   | —                        | —                                                                       | —                           | 1/8 de finale Andrew Pattison | —                                                             | —                                                            |
| 1973 | —                       | Finale I. Năstase           | —                   | —                        | 1er tour Paul Kronk                                                     | 1/4 de finale M. Orantes    | Finale T. Gorman              | —                                                             | —                                                            |
| 1974 | 3e tour T. Roche        | —                           | —                   | Victoire I. Năstase      | Finale J. Connors                                                       | 1/4 de finale G. Vilas      | 1/2 finale T. Okker           | Victoire T. Okker                                             | —                                                            |
| 1975 | 3e tour R. Lutz         | 1/4 de finale J. Lloyd      | —                   | 1/4 de finale R. Ramirez | —                                                                       | 1/8 de finale H.-J. Ploetz  | 1/2 finale J. Connors         | —                                                             | Victoire G. Vilas                                            |
| 1976 | Finale J. Connors       | 1/4 de finale W. Fibak      | —                   | —                        | —                                                                       | Victoire H. Solomon         | 1/4 de finale B. Gottfried    | —                                                             | —                                                            |
| 1977 | 2e tour R. Moore        | Victoire C. Barazzutti      | —                   | —                        | —                                                                       | —                           | —                             | —                                                             | Victoire J. Lloyd                                            |
| 1978 | 1/4 de finale R. Tanner | —                           | —                   | Victoire A. Panatta      | —                                                                       | —                           | 1/2 finale J. McEnroe         | Victoire B. Teacher                                           | —                                                            |
| 1979 | —                       | Victoire V. Gerulaitis      | Victoire J. Connors | —                        | 1/8 de finale E. Teltscher                                              | Victoire J. McEnroe         | —                             | Victoire J. Connors                                           | —                                                            |
| 1980 | —                       | Victoire G. Vilas           | Victoire H. Solomon | —                        | —                                                                       | Finale I. Lendl             | Victoire J. McEnroe           | 1/4 de finale B. Scanlon                                      | —                                                            |
| 1981 | —                       | 1er tour Victor Pecci       | —                   | —                        | —                                                                       | —                           | —                             | 1/8 de finale Tim Gullikson                                   | —                                                            |
| 1982 | —                       | 1/4 de finale Yannick Noah  | —                   | —                        | —                                                                       | —                           | —                             | —                                                             | —                                                            |
| 1983 | —                       | 1/8 de finale Henri Leconte | —                   | —                        | —                                                                       | —                           | —                             | —                                                             | —                                                            |
| 1984 - 1990 : Björn Borg se retire du circuit en 1983, il tente un retour pendant quelques mois entre 1991 & 1992. |                         |                             |                     |                          |                                                                         |                             |                               |                                                               |                                                              |
| 1991 | —                       | 1er tour Jordi Arrese       | —                   | —                        | —                                                                       | —                           | —                             | —                                                             | —                                                            |
| 1992 | —                       | 1er tour Wayne Ferreira     | —                   | —                        | —                                                                       | —                           | —                             | —                                                             | —                                                            |

N.B. : sous le résultat se trouve le nom de l’ultime adversaire.

### EnCoupe Davis
| Année | Date            | Nation Rencontrée | Surface      | Adversaire                       | Score1                                  |
| ----- | --------------- | ----------------- | ------------ | -------------------------------- | --------------------------------------- |
| 1972  | 5-7 mai         | Nouvelle-Zélande  | Terre battue | Onny Parun Jeff Simpson          | + 4-6 3-6 6-3 6-4 6-4 + 9-7 6-4 5-7 6-1 |
| 1972  | 19-21 mai       | Tchécoslovaquie   | Terre battue | Jan Kodeš František Pala         | - 6-2 6-3 7-5 - 6-4 6-4 6-4             |
| 1973  | 4-6 mai         | Maroc             | Terre battue | Omar Laimina Ahmed Ben Omar      | + 6-3 6-2 6-1 + 6-1 6-0 6-1             |
| 1973  | 18-20 mai       | Espagne           | Terre battue | Manuel Orantes Antonio Muñoz     | - 6-1 6-2 6-1 + 5-7 6-3 6-3 3-6 7-5     |
| 1974  | 17-19 mai       | Pologne           | Terre battue | Tadeusz Nowicki Wojtek Fibak     | + 2-6 6-2 0-6 6-1 6-1 + 6-0 6-4 6-3     |
| 1974  | 24-26 mai       | Pays-Bas          | Terre battue | Rolf Thung Fred Hemmes           | + 4-6 6-4 6-1 6-1 + 6-3 6-3 6-1         |
| 1974  | 19-21 juillet   | Italie            | Terre battue | Paolo Bertolucci Adriano Panatta | + 7-5 6-1 6-0 + 6-4 4-6 9-7 6-3         |
| 1975  | 2-4 mai         | Pologne           | Terre battue | Henryk Drzymalski Wojtek Fibak   | + 6-0 6-0 6-2 + 6-4 6-1 8-6             |
| 1975  | 16-18 mai       | Allemagne         | Terre battue | Karl Meiler Hans-Jürgen Pohmann  | + 6-1 14-12 8-6 + 3-6 6-0 6-0 6-3       |
| 1975  | 18-20 juillet   | Russie            | Terre battue | Alex Metreveli Anatoli Volkov    | + 7-5 6-3 6-3 + 8-6 6-1 6-0             |
| 1975  | 25-27 juillet   | Espagne           | Terre battue | José Higueras Manuel Orantes     | + 6-3 6-1 6-1 + 6-4 6-2 6-2             |
| 1975  | 19-21 septembre | Chili             | Terre battue | Patricio Cornejo Jaime Fillol    | + 3-6 6-4 7-5 6-3 + 6-1 6-2 6-1         |
| 1975  | 19-21 décembre  | Tchécoslovaquie   | Moquette     | Jiří Hřebec Jan Kodeš            | + 6-1 6-3 6-0 + 6-4 6-2 6-2             |
| 1978  | 17-19 mars      | Irlande           | Dur (int.)   | Michael Hickey Sean Sorensen     | + 6-1 6-1 6-0 + 6-0 6-2 6-0             |
| 1978  | 16-18 juin      | Yougoslavie       | Terre battue | Zoltan Ilin Željko Franulović    | + 6-0 6-0 6-2 + 6-2 6-2 9-7             |
| 1978  | 14-16 juillet   | Espagne           | Terre battue | Manuel Orantes José Higueras     | + 6-2 5-7 6-3 6-3 + 6-1 6-4 6-2         |
| 1978  | 15-17 septembre | Hongrie           | Terre battue | Péter Szőke                      | + 6-2 6-0 6-0                           |
| 1978  | 6-8 octobre     | États-Unis        | Moquette     | Arthur Ashe Vitas Gerulaitis     | + 6-4 7-5 6-3 + 6-3 6-1                 |
| 1979  | 13-15 juillet   | Roumanie          | Terre battue | Dimitru Haradau Ilie Năstase     | + 6-3 6-0 6-1 + 6-3 6-0 6-0             |
| 1979  | 14-16 septembre | Tchécoslovaquie   | Terre battue | Ivan Lendl                       | + 6-4 7-5 6-2                           |
| 1980  | 10-13 juin      | Allemagne         | Terre battue | Rolf Gehring Klaus Eberhard      | + 6-1 6-1 6-2 + 6-2 5-7 6-0 6-0         |

- 1 (+) = Victoire (-) = Défaite

## Statistiques
Statistiques en carrière sur le circuit ATP et en Coupe Davis. Mis à jour à l'issue de la saison 2019.

### Classements ATP et gains
Björn Borg fait partie des dix joueurs à avoir terminé plusieurs fois à la place de no 1 mondial.
| Année          | 1973 | 1974 | 1975 | 1976 | 1977 | 1978 | 1979 | 1980 | 1981 | 1982 | 1983 | 1984 |      | 1991 | 1992 | 1993 |
| Rang en simple | 18   | 3    | 3    | 2    | 3    | 2    | 1    | 1    | 4    | 88   | 262  | 745  | 1131 | 769  | 1120 |      |

#### Périodes à la place deno1mondial (109 semaines)
Björn Borg a passé 109 semaines à la place de leader du classement ATP, il s'agit du 8e plus gros total depuis sa création (en 1973)et parmi les 26 joueurs qui ont atteint cette place.
Il est le 5e plus jeune joueur à occuper le siège de leader du classement. Il a atteint le sommet de la hiérarchie mondiale du tennis pour la 1re fois le 23 août 1977, à l'âge de 21 ans et 2 mois.
| Précédé par   | Dates                         | Suivi par     | Semaines | Cumul |
| ------------- | ----------------------------- | ------------- | -------- | ----- |
| Jimmy Connors | 23 août 1977 - 29 août 1977   | Jimmy Connors | 1        | 1     |
| Jimmy Connors | 9 avril 1979 - 20 mai 1979    | Jimmy Connors | 6        | 7     |
| Jimmy Connors | 9 juillet 1979 - 2 mars 1980  | John McEnroe  | 34       | 41    |
| John McEnroe  | 24 mars 1980 - 10 août 1980   | John McEnroe  | 20       | 61    |
| John McEnroe  | 18 août 1980 - 5 juillet 1981 | John McEnroe  | 46       | 107   |
| John McEnroe  | 20 juillet 1981 - 2 août 1981 | John McEnroe  | 2        | 109   |

#### Semaines et saisons parmi l'élite
Les colonnes « saisons » correspondent aux années où Borg a terminé à cette place. Le Suédois a fait partie des tout meilleurs joueurs pendant huit années. Il intègre le top 5 du classement ATP fin septembre 1973 et y restera jusqu'en mars 1982.   
| Place      | Semaines | Top     | Semaines |            | Place | Saisons | Top | Saisons |
| 1re        | 109      | —       | —        | 1re        | 2     | —       | —   |         |
| 2e         | 118      | Top 2   | 227      | 2e         | 2     | Top 2   | 4   |         |
| 3e         | 76       | Top 3   | 303      | 3e         | 3     | Top 3   | 7   |         |
| 4e         | 58       | Top 4   | 361      | 4e         | 1     | Top 4   | 8   |         |
| 5e         | 31       | Top 5   | 392      | 5e         | 0     | Top 5   | 8   |         |
| 6e - 10e   | 29       | Top 10  | 421      | 6e - 10e   | 0     | Top 10  | 8   |         |
| 11e - 50e  | 51       | Top 50  | 472      | 11e - 50e  | 1     | Top 50  | 9   |         |
| 51e - 100e | 15       | Top 100 | 487      | 51e - 100e | 1     | Top 100 | 10  |         |

### Carrière tennistique

#### Par catégorie de tournoi
Les cases or sont celles dont Björn Borg détient le record dans l'histoire du tournoi ou de la catégorie.
- — = Absence, 1T = 1er tour, HF = 1/8 de finale, QF = 1/4 de finale, DF = 1/2 finale, F = finale, V = Victoire, N/O : Tournoi Non Organisé
- Les liens mènent aux éditions du tournoi
- T / P : Nombre de titres / nombre de participations
- V - D : Matchs gagnés - matchs perdus

|                  | 1973   | 1974   | 1975   | 1976   | 1977   | 1978   | 1979   | 1980   | 1981   | T / P   | % Titre | V - D    | % Victoire |
| Open d'Australie | —      | HF     | —      | —      | —      | —      | —      | —      | —      | 0 / 1   | 0 %     | 1 - 1    | 50 %       |
| Roland-Garros    | HF     | V      | V      | QF     | —      | V      | V      | V      | V      | 6 / 8   | 75 %    | 49 - 2   | 96,1 %     |
| Wimbledon        | QF     | 3T     | QF     | V      | V      | V      | V      | V      | F      | 5 / 9   | 55,6 %  | 51 - 4   | 92,7 %     |
| US Open          | HF     | 2T     | DF     | F      | HF     | F      | QF     | F      | F      | 0 / 9   | 0 %     | 40 - 9   | 81,6 %     |
| T / P            | 0 / 3  | 1 / 4  | 1 / 3  | 1 / 3  | 1 / 2  | 2 / 3  | 2 / 3  | 2 / 3  | 1 / 3  | 11 / 27 | 40,7 %  | N/A      | N/A        |
| V - D            | 10 - 3 | 11 - 3 | 16 - 2 | 17 - 2 | 10 - 1 | 20 - 1 | 18 - 1 | 20 - 1 | 19 - 2 | N/A     | N/A     | 141 - 16 | 89,8 %     |

|         | 1973  | 1974  | 1975  | 1976  | 1977  | 1978  | 1979  | 1980  | 1981  | T / P | V - D  | % Victoire |
| Masters | N.Q.  | RR*   | F     | —     | F     | —     | V     | V     | —     | 2 / 5 | N/A    | N/A        |
| V - D   | 0 - 0 | 1 - 2 | 3 - 2 | 0 - 0 | 3 - 1 | 0 - 0 | 5 - 0 | 4 - 1 | 0 - 0 | N/A   | 16 / 6 | 72,7 %     |

|               | 1973  | 1974  | 1975  | 1976  | 1977  | 1978  | 1979  | 1980  | 1981  | T / P | V - D  | % Victoire |
| Masters (WCT) | N.Q.  | F     | F     | V     | —     | DF    | F     | —     | —     | 1 / 5 | N/A    | N/A        |
| V - D         | 0 - 0 | 2 - 1 | 2 - 1 | 3 - 0 | 0 - 0 | 1 - 0 | 2 - 1 | 0 - 0 | 0 - 0 | N/A   | 10 / 3 | 76,9 %     |

|              | 1971  | 1972  | 1973   | 1974   | 1975   | 1976   | 1977  | 1978   | 1979   | 1980   | 1981  | 1982  | 1983  | 1991    | 1992    | T / P   | V - D    | % Victoire |
| Philadelphie | N/C   | —     | —      | 3T     | 3T     | F      | 2T    | QF     | —      | —      | —     | —     | —     | ATP 250 | ATP 250 | 0 / 5   | 7 - 5    | 58,3 %     |
| Monte-Carlo  | —     | —     | F      | —      | QF     | QF     | V     | —      | V      | V      | 1T    | QF    | HF    | 1T      | 1T      | 3 / 11  | 24 - 8   | 75 %       |
| Las Vegas    | N/O   | —     | —      | —      | —      | —      | —     | —      | V      | V      | —     | N/C   | N/C   | N/O     | N/O     | 2 / 2   | 10 - 0   | 100 %      |
| Rome         | —     | —     | —      | V      | QF     | —      | —     | V      | —      | —      | —     | —     | —     | —       | —       | 2 / 3   | 15 - 1   | 93,7 %     |
| Los Angeles  | —     | —     | 1T     | N/C    | N/C    | N/C    | N/C   | N/C    | N/C    | N/C    | N/C   | N/C   | N/C   | ATP 250 | ATP 250 | 0 / 1   | 0 - 1    | 0 %        |
| Indianapolis | N/C   | N/C   | N/C    | F      | —      | —      | —     | N/C    | N/C    | N/C    | N/C   | N/C   | N/C   | ATP 250 | ATP 250 | 0 / 1   | 5 - 1    | 80 %       |
| Hambourg     | N/C   | N/C   | N/C    | N/C    | N/C    | N/C    | N/C   | —      | HF     | —      | —     | —     | —     | —       | —       | 0 / 1   | 2 - 1    | 0 %        |
| Canada       | N/O   | —     | QF     | QF     | HF     | N/C    | N/C   | —      | V      | F      | —     | —     | —     | —       | —       | 1 / 5   | 19 - 4   | 82,6 %     |
| Boston       | —     | —     | —      | V      | V      | V      | —     | N/C    | N/C    | N/C    | N/C   | N/C   | N/C   | N/O     | N/O     | 3 / 3   | 18 - 0   | 100 %      |
| Tokyo        | N/O   | N/O   | N/O    | N/C    | N/C    | N/O    | N/O   | V      | V      | QF     | HF    | —     | —     | ATP 250 | ATP 250 | 2 / 4   | 13 - 2   | 86,7 %     |
| Stockholm    | 1T    | HF    | F      | DF     | DF     | QF     | —     | DF     | —      | V      | N/O   | N/O   | N/O   | —       | —       | 1 / 8   | 26 - 7   | 78,8 %     |
| Wembley      | —     | N/O   | N/O    | N/O    | N/O    | —      | V     | —      | —      | —      | —     | —     | —     | N/O     | N/O     | 1 / 1   | 5 - 0    | 100 %      |
| T / P        | 0 / 1 | 0 / 1 | 0 / 4  | 2 / 6  | 1 / 6  | 1 / 4  | 2 / 3 | 2 / 4  | 4 / 5  | 3 / 5  | 0 / 2 | 0 / 1 | 0 / 1 | 0 / 1   | 0 / 1   | 15 / 45 | N/A      | N/A        |
| V - D        | 0 - 1 | 2 - 1 | 11 - 4 | 24 - 4 | 18 - 5 | 14 - 3 | 9 - 1 | 17 - 2 | 23 - 1 | 22 - 2 | 1 - 2 | 2 - 1 | 1 - 1 | 0 - 1   | 0 - 1   | N/A     | 144 - 30 | 82,8 %     |

|             | 1972  | 1973  | 1974  | 1975   | 1976  | 1977  | 1978  | 1979  | 1980  | Titres | V - D  | % Victoire |
| Coupe Davis | QF*   | QF*   | HF    | V      | —     | —     | DF    | QF    | QF    | 1      | N/A    | N/A        |
| V - D       | 2 - 2 | 3 - 1 | 6 - 0 | 12 - 0 | 0 - 0 | 0 - 0 | 9 - 0 | 3 - 0 | 2 - 0 | N/A    | 37 - 3 | 92,5 %     |

#### Carrière détaillée
L'ATP regroupe les données depuis 1968. Les cases or, argent et bronze sont celles où Björn Borg est respectivement 1er, 2e et 3e dans l'ère open. Pour plus de précisions glisser la souris sur la case ou se remporter à l'article détaillé pour les records.
| Statistiques               | Rencontres | Rencontres | Rencontres | Rencontres  | Tournois                                   | Tournois                                   | Tournois                                   | Réfé- rences |
| Statistiques               | Jouées     | Victoires  | Défaites   | % victoires | Titres                                     | Joués                                      | Ratio                                      | Réfé- rences |
| En carrière                | ???        | ???        | ???        | ~ 82,7 %    | 64                                         |                                            |                                            | ,            |
| Par catégorie de tournoi : |            |            |            |             |                                            |                                            |                                            |              |
| Grands Chelems             | 157        | 141        | 16         | 89,8 %      | 11                                         | 27                                         | 40,7 %                                     |              |
| Masters Series             | 174        | 144        | 30         | 82,8 %      | 15                                         | 45                                         | 33,3 %                                     |              |
| Masters                    | 22         | 16         | 6          | 72,7 %      | 2                                          | 5                                          | 40 %                                       |              |
| Masters (WCT)              | 13         | 10         | 3          | 76,9 %      | 1                                          | 5                                          | 20 %                                       |              |
| Autres                     |            |            |            |             | 35                                         |                                            |                                            |              |
| En Coupe Davis             | 40         | 37         | 3          | 92,5 %      | NC                                         | NC                                         | NC                                         |              |
| En World Team Cup          | 4          | 3          | 1          | 75 %        | NC                                         | NC                                         | NC                                         |              |
| Par surface :              |            |            |            |             |                                            |                                            |                                            |              |
| Dur                        |            |            |            |             | 5                                          |                                            |                                            |              |
| Terre battue               |            |            |            |             | 30                                         |                                            |                                            |              |
| Gazon                      |            |            |            |             | 7                                          |                                            |                                            |              |
| Moquette                   |            |            |            |             | 22                                         |                                            |                                            |              |
| Par environnement :        |            |            |            |             |                                            |                                            |                                            |              |
| En extérieur               |            |            |            |             |                                            |                                            |                                            |              |
| En intérieur               |            |            |            |             |                                            |                                            |                                            |              |
| Par format :               |            |            |            |             |                                            |                                            |                                            |              |
| En 2 sets gagnants         |            |            |            |             |                                            |                                            |                                            |              |
| En 3 sets gagnants         |            |            |            |             |                                            |                                            |                                            |              |
| Contre un top joueur :     |            |            |            |             |                                            |                                            |                                            |              |
| Face au no 1               | 16         | 8          | 8          | 50 %        | depuis aout 1973 (1er classement atp)      | depuis aout 1973 (1er classement atp)      | depuis aout 1973 (1er classement atp)      |              |
| Contre un top 10           |            |            |            |             | depuis aout 1973 (1er classement atp)      | depuis aout 1973 (1er classement atp)      | depuis aout 1973 (1er classement atp)      |              |
| Sous Pression :            |            |            |            |             |                                            |                                            |                                            |              |
| Jeux décisifs*             |            |            |            |             | *depuis 1970 (introduction du jeu décisif) | *depuis 1970 (introduction du jeu décisif) | *depuis 1970 (introduction du jeu décisif) |              |
| Sets décisifs (3e ou 5e)   |            |            |            |             | *depuis 1970 (introduction du jeu décisif) | *depuis 1970 (introduction du jeu décisif) | *depuis 1970 (introduction du jeu décisif) |              |
| 5e set                     | 33         | 27         | 6          | 81,8 %      | *depuis 1970 (introduction du jeu décisif) | *depuis 1970 (introduction du jeu décisif) | *depuis 1970 (introduction du jeu décisif) |              |
| En finale                  | 89         | 64         | 24(1)      | 72,7 %      | *depuis 1970 (introduction du jeu décisif) | *depuis 1970 (introduction du jeu décisif) | *depuis 1970 (introduction du jeu décisif) |              |
| Autres :                   |            |            |            |             |                                            |                                            |                                            |              |
| Après le gain du 1er set   |            |            |            |             |                                            |                                            |                                            |              |
| Après la perte du 1er set  |            |            |            |             |                                            |                                            |                                            |              |
| Contre des droitiers       |            |            |            |             |                                            |                                            |                                            |              |
| Contre des gauchers        |            |            |            |             |                                            |                                            |                                            |              |

Depuis le début de sa carrière Björn Borg a atteint la finale de ??? % des tournois auxquels il a participé.